# 167875 Kromminga
167875 Kromminga este un asteroid din centura principală de asteroizi.

## Descriere
167875 Kromminga este un asteroid din centura principală de asteroizi. A fost descoperit pe 2 martie 2005 la Calvin-Rehoboth la Observatorul Calvin College. Asteroidul prezintă o orbită caracterizată de o semiaxă mare de 2,32 ua, o excentricitate de 0,13 și o înclinație de 5,0° în raport cu ecliptica.